# Angelina
Angelina — рід грибів родини Rhytismataceae. Назва вперше опублікована 1849 року.

## Класифікація
До роду Angelina відносять 8 видів:
- Angelina beccariana
- Angelina conglomerata
- Angelina conglomerata
- Angelina conglomeratus
- Angelina leprieurii
- Angelina maura
- Angelina nigrocinnabarina
- Angelina rufescens